# Mara Corday
Mara Corday, pseudonimo di Marilyn Joan Watts (Santa Monica, 3 gennaio 1930 – Santa Clarita, 9 febbraio 2025), è stata un'attrice, modella e showgirl statunitense.

## Biografia
Nata nello stato della California, approdò a Hollywood ancora adolescente e iniziò la carriera come showgirl all'Earl Carroll Theatre in Sunset Boulevard. La sua bellezza le consentì di lavorare come modella fotografica e le aprì le porte del cinema, dove debuttò con un piccolo ruolo non accreditato nella commedia Quattro ragazze all'abbordaggio (1951).
Dopo aver firmato un contratto con Universal Pictures, la Corday interpretò una serie di ruoli secondari in B movie quali  il melodramma Ragazze audaci (1954), sul set del quale incontrò l'attore Richard Long, che sposò nel 1957 e dal quale ebbe tre figli, Valerie, Carey e Gregory.
Alla metà degli anni cinquanta risale la fase più intensa della sua carriera cinematografica, con diverse apparizioni in pellicole western quali Al di là del fiume (1954), L'uomo senza paura (1955) di King Vidor e Duello a Bitter Ridge (1955), e legando il suo nome a tre di film del genere di fantascienza assai in voga in quel periodo, Tarantola (1955) di Jack Arnold, nel quale recitò accanto a John Agar, Il mostro dei cieli (1957) con Jeff Morrow, e Lo scorpione nero (1957), in cui ebbe come partner Richard Denning. Sul set di Tarantola la Corday conobbe Clint Eastwood, all'epoca giovane attore di belle speranze, che nel film aveva un breve ruolo non accreditato e che alcuni decenni più tardi avrebbe riportato l'attrice a lavorare nel cinema dopo un lungo periodo dedicato alla famiglia.
Nel frattempo, l'immagine della Corday continuò ad apparire sulle riviste, tra le quali Playboy, dove fu Playmate nel numero che uscì nell'ottobre del 1958. Anche sul piccolo schermo conquistò una certa notorietà, con apparizioni nelle serie Combat Sergeant (1956), Ricercato vivo o morto (1960), Avventure in paradiso  (1960) e Laramie (1960).
Pochi anni dopo la prematura morte del marito Richard Long, avvenuta nel 1974, la Corday si vide offrire da Clint Eastwood la possibilità di un ritorno al grande schermo con un ruolo nel suo film L'uomo nel mirino (1977). La collaborazione con Eastwood si ripeté più tardi con un altro breve ma significativo ruolo di cameriera nel film Coraggio... fatti ammazzare (1983), e nei successivi Pink Cadillac (1989) e La recluta (1990).

## Filmografia

### Cinema
- Quattro ragazze all'abbordaggio (Two Tickets to Broadway), regia di James V. Kern (1951) (non accreditata)
- Sea Tiger, regia di Frank McDonald (1952)
- Il figlio di Alì Babà (Son of Ali Baba), regia di Kurt Neumann (1952) (non accreditata)
- Il massacro di Tombstone (Toughest Man in Arizona), regia di R.G. Springsteen (1952) (non accreditata)
- La signora vuole il visone (The Lady Wants Mink), regia di William A. Seiter (1953)
- Problem Girls, regia di Ewald André Dupont (1953)
- Tarzan e i cacciatori d'avorio (Tarzan and the She-Devil), regia di Kurt Neumann (1953) (non accreditata)
- Sweethearts on Parade, regia di Allan Dwan (1953)
- I figli del secolo (Money from Home), regia di George Marshall (1953) (non accreditata)
- Yankee Pascià (Yankee Pasha), regia di Joseph Pevney (1954) (non accreditata)
- Ragazze audaci (Playgirl), regia di Joseph Pevney (1954)
- Al di là del fiume (Drums Across the River), regia di Nathan Juran (1954)
- Francis Joins the WACS, regia di Arthur Lubin (1954)
- Alba di fuoco (Dawn at Socorro), regia di George Sherman (1954)
- Tre americani a Parigi (So This Is Paris), regia di Richard Quine (1955)
- L'uomo senza paura (Man Without a Star), regia di King Vidor (1955)
- Duello a Bitter Ridge (The Man from Bitter Ridge), regia di Jack Arnold (1955)
- Orgoglio di razza (Foxfire), regia di Joseph Pevney (1955)
- Tarantola (Tarantula), regia di Jack Arnold (1955)
- Il marchio del bruto (Raw Edge), regia di John Sherwood (1956)
- L'ovest selvaggio (A Day of Fury), regia di Harmon Jones (1956)
- Il tesoro degli aztechi (Naked Gun), regia di Eddie Dew (1956)
- Una pistola tranquilla (The Quiet Gun), regia di William F. Claxton (1957)
- Il mostro dei cieli (The Giant Claw), regia di Fred F. Sears (1957)
- Undersea Girl, regia di John Peyser (1957)
- Lo scorpione nero (The Black Scorpion), regia di Edward Ludwig (1957)
- Girls on the Loose, regia di Paul Henreid (1958)
- L'uomo nel mirino (The Gauntlet), regia di Clint Eastwood (1977)
- Coraggio... fatti ammazzare (Sudden Impact), regia di Clint Eastwood (1983)
- Pink Cadillac, regia di Buddy Van Horn (1989)
- La recluta (The Rookie), regia di Clint Eastwood (1990)

### Televisione
- Craig Kennedy, Criminologist – serie TV, episodi 1x22-1x25-1x26 (1952)
- The Adventures of Kit Carson – serie TV, episodi 1x12-1x21-1x23-2x23 (1951-1953)
- Mr. & Mrs. North – serie TV, episodio 1x18 (1953)
- Combat Sergeant – serie TV, episodio 1x09 (1956)
- The Restless Gun – serie TV, episodio 2x16 (1959)
- Peter Gunn – serie TV, episodio 1x26 (1959)
- Tales of Wells Fargo – serie TV, episodio 4x06 (1959)
- The Man from Blackhawk – serie TV, episodio 1x09 (1959)
- Avventure in paradiso (Adventures in Paradise) – serie TV, episodio 1x16 (1960)
- Ricercato vivo o morto (Wanted: Dead or Alive) – serie TV, episodio 2x29 (1960)
- Laramie – serie TV, episodio 2x13 (1960)
- Surfside 6 – serie TV, episodio 1x34 (1961)

## Doppiatrici italiane
- Dhia Cristiani in Alba di fuoco, Tre americani a Parigi, L'ovest selvaggio, Il mostro dei cieli, Il marchio del bruto
- Renata Marini in Tarantola, Lo scorpione nero
- Rosetta Calavetta in Al di là del fiume
- Elda Tattoli in L'uomo senza paura
- Fiorella Betti in Duello a Bitter Ridge
- Edda Soligo in Orgoglio di razza